# Non voglio morire (film)
Non voglio morire (I Want to Live!)  è un film del 1958 diretto da Robert Wise.
Il film narra la vicenda realmente accaduta a Barbara Elaine Wood Graham e sulla sua ingiusta condanna a morte.

## Trama
Il film racconta la storia della vita e dell'esecuzione di Barbara Graham, una donna allo sbando e occasionalmente prostituta. La Graham è il frutto di una famiglia divisa, che per lavoro attira gli uomini in giochi di carte.
San Francisco, 1950. Barbara Graham è accusata di reato minore per adescamento sessuale. Ritorna nella sua città natale, San Diego , ma viene presto accusata di falsa testimonianza dopo aver fornito un falso alibi a due amici criminali. Successivamente torna alla prostituzione e ad altre attività criminali per guadagnarsi da vivere e inizia a lavorare per il ladro Emmett Perkins, attirando uomini nella sua sala da gioco. Barbara riesce a guadagnare una notevole somma di denaro e smette di lavorare per Emmett per sposare Hank Graham. La coppia ha un figlio, Bobby, ma il loro matrimonio è in crisi a causa della dipendenza dall'eroina e degli abusi fisici di Hank.
Barbara costringe Hank ad andarsene, ma viene presto sfrattata dal suo appartamento. Disperata, lascia Bobby alle cure della madre e torna a lavorare per Emmett, che ora è associato ai criminali John Santo e Bruce King. La polizia reprime l'operazione e Barbara si arrende. Durante l'interrogatorio, rimane sbalordita quando le autorità la accusano di aver aiutato Perkins e Santo a uccidere Mabel Monohan, un'anziana donna di Burbank. Barbara insiste di essere stata a casa con il marito e il figlio la notte dell'omicidio, ma viene incriminata da un gran giurì. L'amica d'infanzia di Barbara Peg, le fa visita in prigione e accetta di aiutarla a prendersi cura di Bobby.
L'avvocato Richard Tibrow viene assegnato al caso di Barbara e la informa che il suo alibi è inutile a meno che Hank non possa corroborarlo. Barbara si inventa di nascosto un alibi falso con Ben Miranda, presumibilmente amica di una compagna di prigionia. Al processo, si scopre che Ben è un agente di polizia che ha registrato la sua confessione con un microfono nascosto durante il loro incontro. Barbara insiste di aver cercato il falso alibi solo per evitare la pena di morte e che la sua ammissione è falsa. Alla fine viene condannata, insieme a Emmett e John, e tutti e tre vengono condannati a morte.
Tibrow si ritira dal caso di Barbara e viene sostituito da Al Matthews. In prigione, Barbara è implacabilmente ribelle, rifiuta di indossare la sua uniforme e pretende una radio. Matthews fa valutare Barbara dallo psicologo Carl Palmberg, sperando di poterle sottoporre a un test di rilevamento della menzogna. Dopo averla visitata, Carl afferma che, sebbene Barbara appaia amorale, è avversa alla violenza. Osserva anche che è mancina e che l'omicidio è stato commesso da una persona destrorsa. Il giornalista Edward Montgomery, che ha seguito il caso di Barbara per tutto il tempo, mette in dubbio la sua condanna e pubblica una serie di articoli compassionevoli che descrivono la sua vita travagliata. Con l'avvicinarsi della data dell'esecuzione, Barbara diventa sempre più ansiosa. Una sospensione della Corte Suprema le dà la speranza che la sua condanna possa essere commutata, ma questa viene annullata quando Carl muore inaspettatamente per una malattia cardiaca. La richiesta di Al di un nuovo processo viene respinta e viene fissata la data dell'esecuzione di Barbara.
Il giorno prima dell'esecuzione, una Barbara demoralizzata viene trasferita nel carcere di San Quentin, dove incontra un prete. Quella sera, è furiosa nell'apprendere che diverse coppie stanno cercando di adottare suo figlio. Rimane sveglia tutta la notte, raccontando malinconicamente a un'infermiera del carcere il suo matrimonio con Hank. 
L'esecuzione era pianificata per le 10 del mattino seguente ma venne posticipata prima alle 10,45 e poi alle 11,30, poichè 45 minuti prima dell'esecuzione programmata di Barbara, il governatore della California Goodwin J. Knight dichiarò la sospensione per rispondere poi negativamente alle domande di grazia e l'esecuzione venne ordinata. Barbara venne portata verso la camera a gas, ma l'esecuzione venne nuovamente interrotta in attesa di un ultimo appello di Al Matthews. 
L'incertezza e la disperazione che circondano il suo destino riducono Barbara all'isteria, fino a farle gridare: “Perché continuate a torturarmi?”. Viene riportata nella sua cella, dove lei e il personale della prigione aspettano diversi minuti per una risposta all'ultimo appello di Al. Vengono informati che è stato nuovamente respinto e che l'esecuzione di Barbara deve procedere immediatamente. Prima di entrare nella camera a gas, Barbara chiede una maschera, poiché non vuole vedere i volti dei testimoni di quello che considera il suo omicidio. Viene legata alla sedia e giustiziata con gas cianuro . Dopo che Barbara viene dichiarata morta, Edward Montgomery scoraggiato lascia la prigione. Mentre esce, incontra Al, che gli consegna un biglietto di Barbara che lo ringrazia per i suoi sforzi per aiutarla.

## Produzione
Per la decisa presa di posizione che il film assume contro la pena di morte, il produttore Walter Wanger ricevette entusiastici messaggi di congratulazioni da parte di numerosi intellettuali contrari alla pena capitale fra cui Arthur Miller, Leon Uris, Albert Camus e Paddy Chayefsky. Il film ottenne ottime recensioni e sei candidature al Premio Oscar. L'attrice Susan Hayward, giunta alla sua quinta candidatura al Premio Oscar, conquistò finalmente il prestigioso premio che, durante una cerimonia officiata il 6 aprile 1959 da Jerry Lewis, le fu consegnato dai colleghi James Cagney e Kim Novak. La sua vigorosa interpretazione le procurò molti altri premi fra cui il Golden Globe, il David di Donatello e il premio per la miglior attrice al Mar del Plata Film Festival. Il film di Robert Wise è stato associato anche a un grave lutto che colpì il cinema italiano perché la sera del 30 aprile 1989, mentre lo guardava alla televisione a letto con la moglie Carla, il regista Sergio Leone fu stroncato da un attacco di cuore e morì a sessant'anni.

## Riconoscimenti
- 1959 - Premio Oscar
  - Miglior attrice protagonista a Susan Hayward
  - Nomination Miglior regia a Robert Wise
  - Nomination Migliore sceneggiatura non originale a Nelson Gidding e Don Mankiewicz
  - Nomination Migliore fotografia a Lionel Lindon
  - Nomination Miglior sonoro a Gordon Sawyer
  - Nomination Miglior montaggio a William Hornbeck
- 1959 - Golden Globe
  - Migliore attrice in un film drammatico a Susan Hayward
  - Nomination Miglior film drammatico
  - Nomination Miglior regista a Robert Wise
- 1960 - Premio BAFTA
  - Nomination Migliore attrice straniera a Susan Hayward
- 1959 - David di Donatello
  - Targa d'Oro a Susan Hayward